# Список капитанов и альтернативных капитанов КХЛ
В данной статье приводится список капитанов и альтернативных капитанов Континентальной хоккейной лиги.

## Список капитанов и альтернативных капитанов действующий клубов КХЛ
Указаны капитаны и альтернативные капитаны по состоянию на 5 июля 2024 года (сезон 2023/2024).
| Дивизион              | Команда              | Город                | Капитан              | Альтернативные капитаны                             |
| Западная конференция  | Западная конференция | Западная конференция | Западная конференция | Западная конференция                                |
| --------------------- | -------------------- | -------------------- | -------------------- | --------------------------------------------------- |
| Дивизион Боброва      | Витязь               | Балашиха             | Владимир Галузин     | Джереми Рой Игорь Головков Егор Воронков            |
| Дивизион Боброва      | СКА                  | Санкт-Петербург      | Александр Никишин    | Михаил Воробьёв Артём Сергеев Захар Бардаков        |
| Дивизион Боброва      | Спартак              | Москва               | Дмитрий Вишневский   | Андрей Локтионов Илья Ковальчук Максим Цыплаков     |
| Дивизион Боброва      | Сочи                 | Сочи                 | Глеб Корягин         | Артём Волков Михал Криштоф Сергей Попов             |
| Дивизион Боброва      | Торпедо              | Нижний Новгород      | Богдан Конюшков      | Максим Летунов Даниил Бокун Антон Сизов             |
| Дивизион Тарасова     | Динамо               | Минск                | Андрей Стась         | Роман Горбунов Коди Кёрран Дмитрий Коробов          |
| Дивизион Тарасова     | Динамо               | Москва               | Андрей Миронов       | Эрик О’Делл Игорь Ожиганов Кирилл Готовец           |
| Дивизион Тарасова     | Куньлунь Ред Стар    | Пекин                | Брэндон Ип           | Дойл Сомерби Спенсер Фу Зак Лесли                   |
| Дивизион Тарасова     | Локомотив            | Ярославль            | Сергей Андронов      | Рушан Рафиков Александр Елесин Максим Шалунов       |
| Дивизион Тарасова     | Северсталь           | Череповец            | Адам Лишка           | Марк Барберио Никита Седов Владимир Грудинин        |
| Дивизион Тарасова     | ЦСКА                 | Москва               | Никита Нестеров      | Андрей Светлаков Сергей Плотников Павел Карнаухов   |
| Восточная конференция |                      |                      |                      |                                                     |
| Дивизион Харламова    | Автомобилист         | Екатеринбург         | Сергей Широков       | Анатолий Голышев Никита Трямкин Алексей Бывальцев   |
| Дивизион Харламова    | Ак Барс              | Казань               | Александр Радулов    | Вадим Шипачёв Илья Сафонов Артём Лукоянов           |
| Дивизион Харламова    | Лада                 | Тольятти             | Максим Фисенко       | Дмитрий Кугрышев Андрей Алтыбармакян Максим Березин |
| Дивизион Харламова    | Металлург            | Магнитогорск         | Егор Яковлев         | Максим Карпов Робин Пресс Алексей Маклюков          |
| Дивизион Харламова    | Нефтехимик           | Нижнекамск           | Александр Дергачёв   | Андрей Белозёров Евгений Митякин Наиль Якупов       |
| Дивизион Харламова    | Трактор              | Челябинск            | Сергей Калинин       | Альберт Яруллин Антон Бурдасов Владимир Ткачёв      |
| Дивизион Чернышёва    | Авангард             | Омск                 | Дамир Шарипзянов     | Владимир Ткачёв Рид Буше Иван Телегин               |
| Дивизион Чернышёва    | Адмирал              | Владивосток          | Либор Шулак          | Александр Шевченко Антон Берлёв Леонид Метальников  |
| Дивизион Чернышёва    | Амур                 | Хабаровск            | Дмитрий Шевченко     | Станислав Бочаров Иван Мищенко Яков Рылов           |
| Дивизион Чернышёва    | Барыс                | Астана               | Роман Старченко      | Аркадий Шестаков Кирилл Савицкий Даниил Апальков    |
| Дивизион Чернышёва    | Салават Юлаев        | Уфа                  | Григорий Панин       | Александр Хмелевский Павел Коледов Михаил Науменков |
| Дивизион Чернышёва    | Сибирь               | Новосибирск          | Никита Коротков      | Тэйлор Бек Никита Шашков Энди Андреофф              |

## Список капитанов и альтернативных капитанов бывших клубов КХЛ
Указаны последние капитаны и альтернативные капитаны команд на момент выхода из КХЛ.
| Дивизион              | Команда              | Город                | Последний сезон в КХЛ | Капитан              | Альтернативные капитаны |
| Западная конференция  | Западная конференция | Западная конференция | Западная конференция  | Западная конференция | Западная конференция    |
| --------------------- | -------------------- | -------------------- | --------------------- | -------------------- | ----------------------- |
| Дивизион Боброва      | Атлант               | Мытищи               | 2014/2015             |                      |                         |
| Дивизион Боброва      | Динамо               | Рига                 | 2020/2021             |                      |                         |
| Дивизион Боброва      | Йокерит              | Хельсинки            | 2021/2022             |                      |                         |
| Дивизион Боброва      | Лев                  | Попрад               | 2011/2012             |                      |                         |
| Дивизион Боброва      | Лев                  | Прага                | 2013/2014             |                      |                         |
| Дивизион Боброва      | Медвешчак            | Загреб               | 2016/2017             |                      |                         |
| Дивизион Боброва      | Слован               | Братислава           | 2017/2018             |                      |                         |
| Дивизион Тарасова     | Донбасс              | Донецк               | 2013/2014             |                      |                         |
| Дивизион Тарасова     | МВД                  | Балашиха             | 2009/2010             |                      |                         |
| Дивизион Тарасова     | Химик                | Воскресенск          | 2008/2009             |                      |                         |
| Восточная конференция |                      |                      |                       |                      |                         |
| Дивизион Харламова    | Югра                 | Ханты-Манскийск      | 2017/2018             |                      |                         |
| Дивизион Чернышёва    | Металлург            | Новокузнецк          | 2016/2017             |                      |                         |